# إيتير بيشا
إيتير بيشا هو الملك الثاني عشر لسلالة إيسن في العراق وهو من الأموريين ألذين سكنوا في جنوب العراق، بدأ حكمه في سنة 1769 ق م. حسب قائمة ملوك سومر حكم لمدة سنتين وإنتهى حكمه في سنة 1767 ق م. لكن بعض المصادر قالت بأنه حكم ل4 سنوات ومصادر أخرى ذكرت انه حكم ل3 سنوات. وقد خلف الحكم من زامبيا وخلفه أور دو كوغا.